# Jaurès (metropolitana di Parigi)
Jaurès è una stazione delle linee 2, 5 e 7 bis della metropolitana di Parigi.
La stazione è stata dedicata al politico assassinato Jean Jaurès.

## Galleria d'immagini

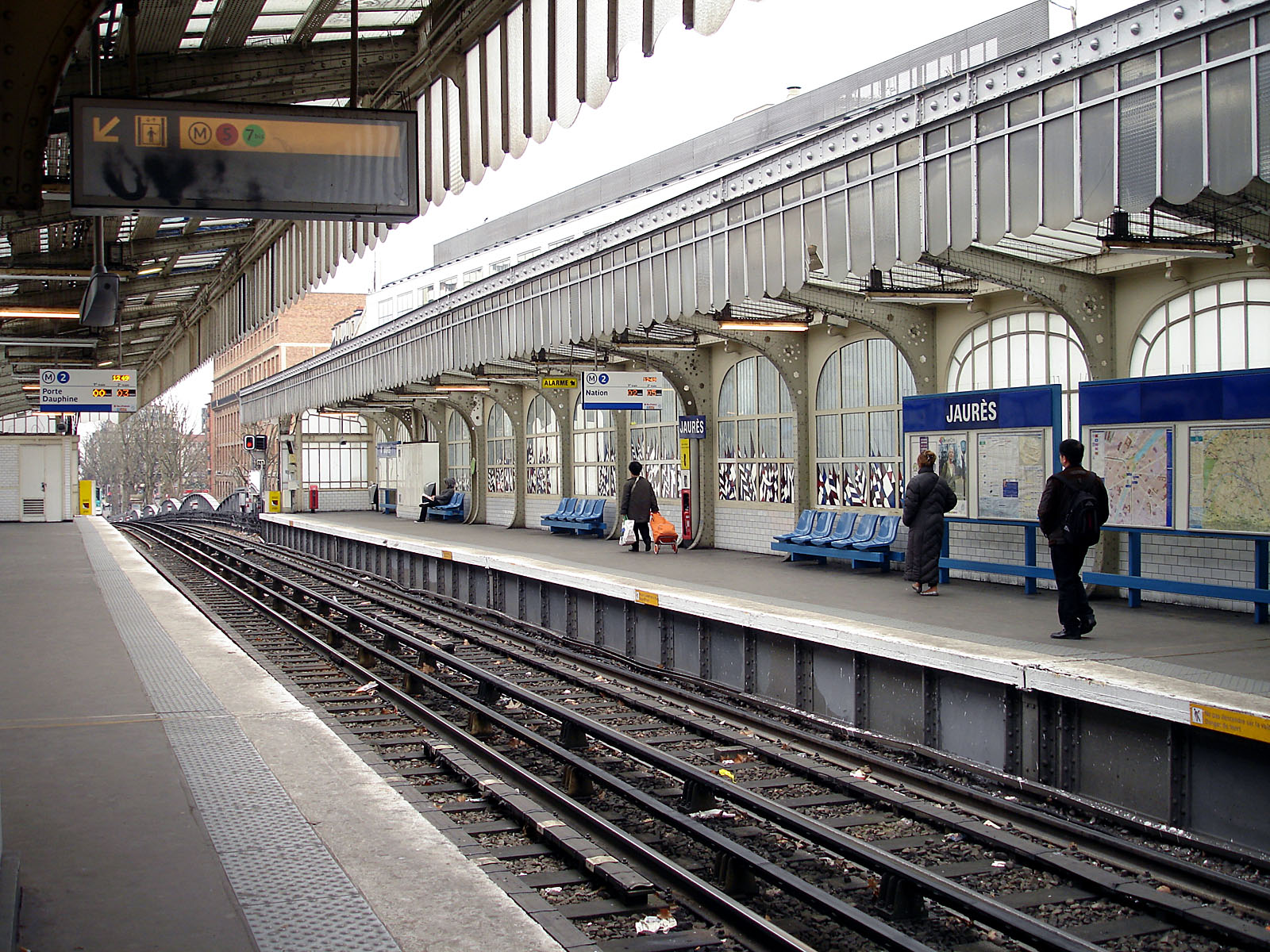
La banchina sopraelevata della linea 2
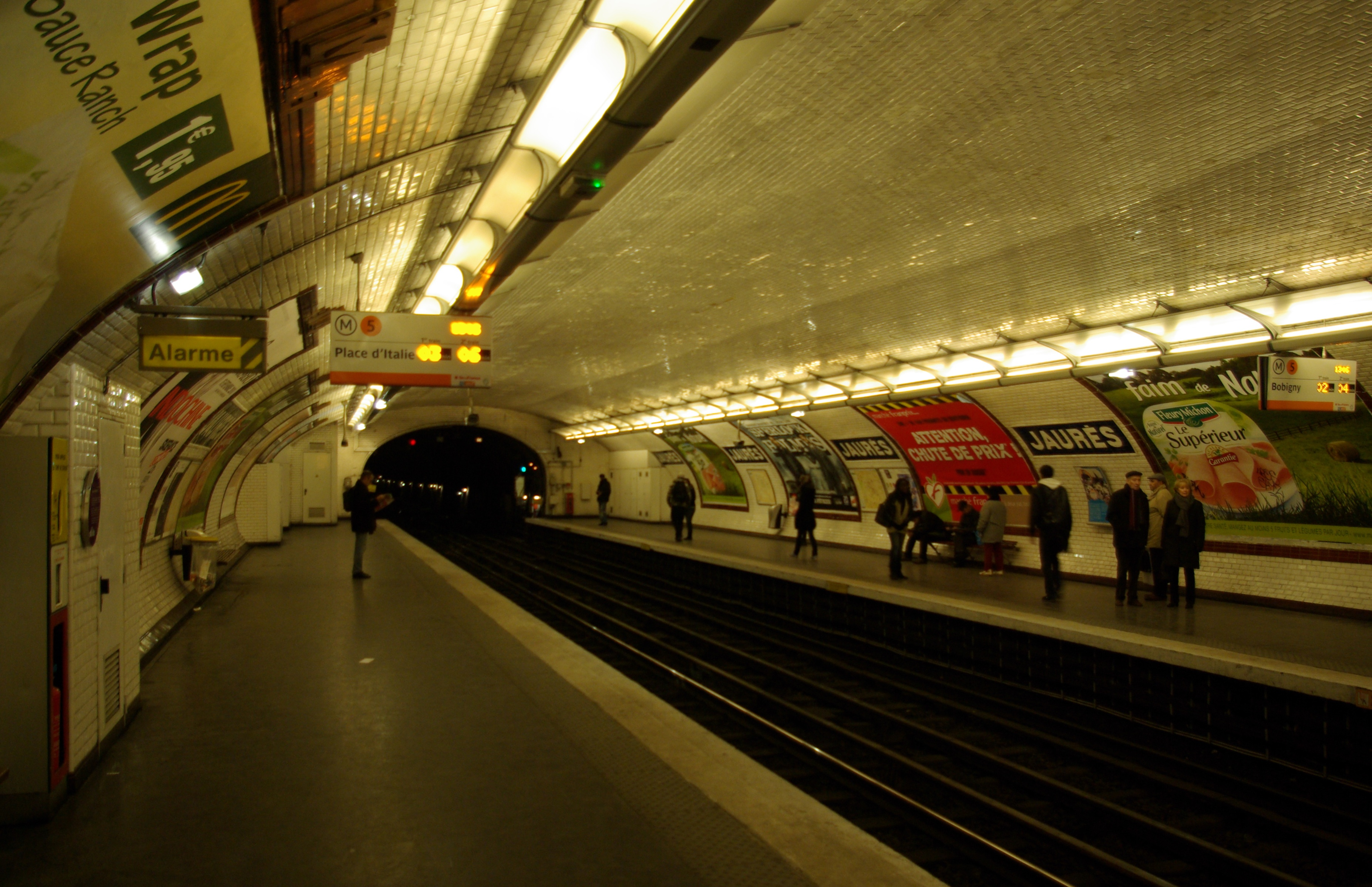
La banchina della linea 5
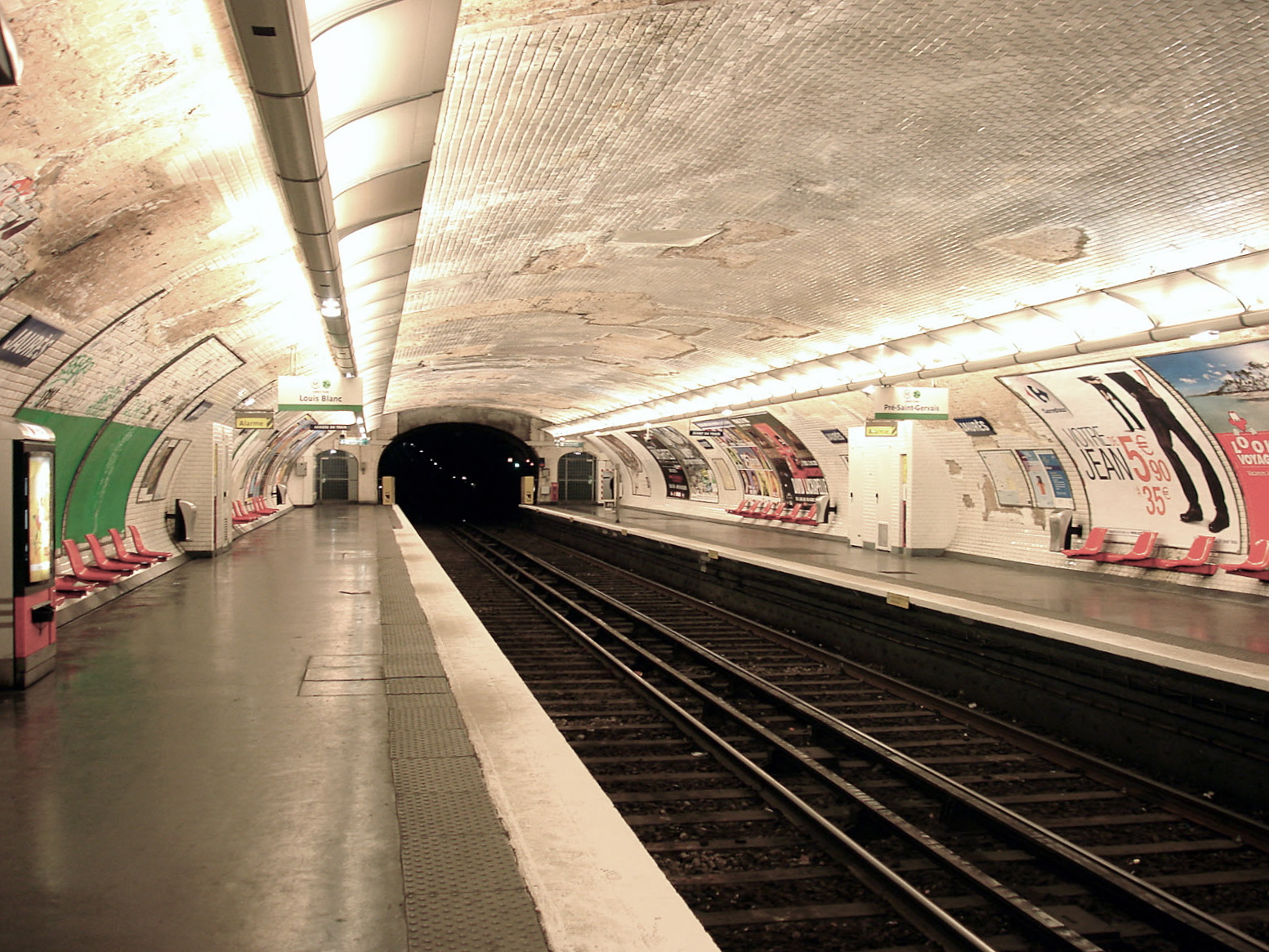
La banchina della linea 7bis